# انجی میلر (خواننده آمریکایی)
انجی میلر (به انگلیسی: Angie Miller) (زاده ۱۷ فوریه ۱۹۹۴) خواننده آمریکایی است.
او در فصل دوازدهم امریکن آیدل سوم شد.